# AWM/MAA Falconer Lecturer
A Etta Z. Falconer Lecture é uma série de prêmios e palestras que honorifica "mulheres que fizeram contribuições de distinção para as ciências matemáticas ou educação matemática". É patrocinada pela Association for Women in Mathematics (AWM) e pela Mathematical Association of America (MAA). As lectures começaram em 1996 e foram nomeadas em memória da matemática Etta Zuber Falconer em 2004 "in memory of Falconer's profound vision and accomplishments in enhancing the movement of minorities and women into scientific careers". As recipientes apresentam uma lecture na MathFest a cada verão.
As Falconer Lecturers foram:
- 1996 Karen Smith, Instituto de Tecnologia de Massachusetts (MIT), "Calculus mod p"
- 1997 Suzanne Lenhart, Universidade do Tennessee, "Applications of Optimal Control to Various Population Models"
- 1998 Margaret Hagen Wright, Bell Labs, "The Interior-Point Revolution in Constrained Optimization"
- 1999 Chuu-Lian Terng, Northeastern University, "Geometry and Visualization of Surfaces"
- 2000 Audrey Terras, Universidade da Califórnia em San Diego, "Finite Quantum Chaos"
- 2001 Patricia D. Shure, Universidade de Michigan, "The Scholarship of Learning and Teaching: A Look Back and a Look Ahead"
- 2002 Annie Selden, Universidade Tecnológica do Tennessee, "Two Research Traditions Separated by a Common Subject: Mathematics and Mathematics Education"
- 2003 Katherine P. Layton, High School de Beverly Hills, "What I Learned in Forty Years in Beverly Hills 90212"
- 2004 Bozenna Pasik-Duncan, Universidade do Kansas "Mathematics Education of Tomorrow"
- 2005 Fern Hunt, Instituto Nacional de Padrões e Tecnologia, "Techniques for Visualizing Frequency Patterns in DNA"
- 2006 Trachette Jackson, Universidade de Michigan, "Cancer Modeling: From the Classical to the Contemporary"
- 2007 Katherine St. John, Universidade da Cidade de Nova Iorque, "Comparing Evolutionary Trees"
- 2008 Rebecca Goldin, Universidade George Mason, "The Use and Abuse of Statistics in the Media"
- 2009 Kathleen Adebola Okikiolu, "The Sum of Squares of Wavelengths of a Closed Surface"
- 2010 Ami Radunskaya, Pomona College, "Mathematical Challenges in the Treatment of Cancer"
- 2011 Dawn Lott, Delaware State University, "Mathematical Interventions for Aneurysm Treatment"
- 2012 Karen Denise King,  National Council of Teachers of Mathematics, "Because I Love Mathematics: The Role of Disciplinary Grounding in Mathematics Education"
- 2013 Patricia Clark Kenschaft, Montclair State University,"Improving Equity and Education: Why and How"
- 2014 Marie A. Vitulli, Universidade de Oregon, "From Algebraic to Weak Subintegral Extensions in Algebra and Geometry"
- 2015 Erica N. Walker, Teachers College (Columbia University), "'A Multiplicity All at Once': Mathematics for Everyone, Everywhere"
- 2016 Izabella Laba, Universidade da Colúmbia Britânica, "Harmonic Analysis and Additive Combinatorics on Fractals"
- 2017 Talithia Williams, Harvey Mudd College, "Not So Hidden Figures: Unveiling Mathematical Talent"
- 2018 Pamela Gorkin, Universidade Bucknell, "Finding Ellipses"
- 2019 Tara Holm, Universidade Cornell, "Dance of the Astonished Topologist... or How I Left Squares and Hexes for Math"
- 2020 MathFest and Falconer Lecture canceled due to COVID-19 pandemic
- 2021 Bonita V. Saunders, Instituto Nacional de Padrões e Tecnologia, “Complex Functions, Mesh Generation, and Hidden Figures in the NIST Digital Library of Mathematical Functions”